# Edme Tavares
Edme Tavares de Albuquerque (Cajazeiras, 6 de fevereiro de 1937 — Brasília, 16 de maio de 2015) foi um advogado e político brasileiro. Filho de Antônio Aquino de Alburquerque e de Honorina Tavares de Alburquerque, graduou-se em Ciências Jurídicas e Sociais pela Faculdade Brasileira de Ciências Jurídicas do Rio de Janeiro. Enquanto ainda estava na faculdade, elegeu-se vice-presidente do diretório acadêmico Filadelfo de Azevedo em 1961. Dois anos depois, tornou-se presidente do mesmo diretório. Era casado com Maria Clotilde Costa Tavares de Albuquerque e teve cinco filhos, todos juntamente com sua esposa.
Destaca-se pelo número de benfeitorias que conseguiu realizar em Cajazeiras e outras regiões do alto sertão paraibano. Suas intervenções nas áreas de educação e trabalho, por exemplo, fizeram toda a diferença para que alguns dos problemas sociais e econômicos dessa área fossem melhorados.

## Carreira política
Iniciou sua carreira como político a convite de João Agripino, que esteve no governo da Paraíba entre 1966-1971. Agripino, naquela época, nomeou Edme Tavares à subchefe da Casa Civil. Ele seguiu nessa mesma função até 1968, assumindo o cargo de chefe em 1969.  Nesse mesmo ano, tornou-se coordenador do Projeto Experimental de Habitação do governo do estado.
Ainda no Diretório Acadêmico Filadelfo de Azevedo, assumiu o cargo de secretário-geral. Para candidatar-se a uma vaga na Assembleia Legislativa da Paraíba, deixou, em 1970, a Casa Civil. Filiou-se à Aliança Renovadora Nacional, partido pelo qual fora eleito deputado estadual. Tomou posse de seu mandato em 1971. Durante sua legislatura, fez parte das comissões de Redação de Leis, de Constituição, Legislação e Justiça e a de Finanças, Orçamento e Tomada de Contas.
Em 1972 tornou-se membro da Comissão Executiva do Diretório Regional da Arena da Paraíba e, entre 1973 e 1975, assumiu a função de terceiro-secretário da mesa da casa. Foi reeleito como deputado estadual outras duas vezes, nos anos de 1974 e 1978. Ao longo desse período, Edme Tavares também participava como primeiro-secretário da Assembleia Legislativa. No governo de Tarcísio Burity, que ocorreu entre 1979 e 1982, Tavares afastou-se do mandado de deputado para tomar posse do comando da Secretaria de Trabalho e Serviços Sociais da Paraíba.
Ingressou ao Partido Democrático Social (PSD), substituto da Arena após a reformulação dos partidos de acordo com o fim do bipartidarismo. Em 1980 voltou à a Assembleia Legislativa e, em 1982, foi reeleito deputado após ter concorrido pelo seu novo partido. Ao final de seu mandato como deputado federal, em 1983, tomou posse de sua cadeira no Legislativo federal.
Filiou-se ao Partido da Frente Liberal (PFL) e, logo em seguida, assumiu o cargo de vice-líder na Câmara dos Deputados. Nessa mesma legislatura, foi eleito como deputado federal constituinte, tomando posse da função em fevereiro de 1986. Nesse período, Tavares também participou da estruturação da Constituição Federal de 1988. Continuou trabalhando na Câmara dos Deputados até janeiro de 1991. Após esse período, passou a trabalhar em um escritório de advocacia criado por ele mesmo, em Brasília.
Entre outros cargos assumidos por Edme Tavares estão: secretário-adjunto da Secretaria Extraordinária de Articulação Governamental no governo de Cássio Cunha Lima (2004-2007) e secretário-executivo do escritório do governo da Paraíba em Brasília pelo governo de José Maranhão em 2009. Renunciou a essa função em agosto de 2010.

## Morte
Edme Tavares foi diagnosticado com câncer de pulmão no início de 2015 e, desde então, sofria complicações de saúde. Faleceu aos 78 anos em 16 de maio do mesmo ano, em Brasília, após um quadro de insuficiência respiratória.